# Весела Тотева
Весела Тотева е български журналист и ТВ продуцент.

## Биография
Весела Руменова Тотева е родена през 1973 г. в София.
Журналист е от 2000 година. Работила в бТВ (продуцент на „Тази събота“ и „Тази неделя“) и Нова телевизия (последно като продуцент на сутрешния блок „Събуди се“), както и за външни продукции.
От режисьора Антон Радославов има дъщеря Валентина Каролева, родена през 1991 г. (омъжена за Александър Каролев, син на Владимир Каролев, с когото живеят в Лондон). Има и син – Борис Станков (р. 2007).